# Arnett Cobb
Arnett Cobb (Houston, 1918. augusztus 10. – Houston, 1989. március 24.) amerikai szaxofonos. Cobb írta a szöveget és a dallamot is a "Smooth Sailing" Dzsessz-sztenderdhez (1951), amelyet Ella Fitzgerald a Decca Records számára rögzített Lullabies of Birdland című albumán.

## Pályakép
Először a nagymamája tanította zongorázni, majd hegedülni tanult, aztán tenorszaxofonozni kezdett a középiskolája zenekarban. Tizenötéves korában a louisianai zenekarvezető, Frank Davis együttesébe került. Velük koncertezett Houstonban és egész Louisianában.
Cobb 1934-től 1936-ig Chester Boone, 1936-42 között Milt Larkin trombitás zenekarában folytatódott zenei karrierje. A Larkin zenekarban Illinois Jacquet, Eddie Vinson, Tom Archia, Cedric Haywood és Wild Bill Davis voltak a társai voltak.
Miután 1939-ben visszautasította Count Basie ajánlatát. Cobb 1942-ben Lionel Hampton big bandjében szaxofonozott. 1947-ig maradt a Hamptonnál. Cobb szólója Hampton szignáljában, a „Flying Home No. 2”-ben nagy siker lett.
Cobb ezután saját – héttagú – zenekart alapított, de 1950-ben súlyosan  megbetegedett, ami miatt gerincműtétre volt szüksége. Bár felépülve újra megalakította a zenekart, de 1956-ban sikere ismét félbeszakadt, ezúttal egy autóbaleset miatt. Ennek hosszú távú hatásai voltak az egészségére, többször kórházi kezelésre szorult, és mankót kellett használnia. Ennek ellenére Cobb szólistaként dolgozott az 1970-es, -80-as években az Egyesült Államokban és külföldön is. Még 1988-ban is – Jimmy Heath-szel és Joe Hendersonnal – játszott Európában.

## Albumok
- 1943–47: The Wild Man of the Tenor Sax
- 1946–47: The Chronological Arnett Cobb, 1946–1947
- 1947: Arnett Blows for 1300
- 1959: Blow Arnett, Blow
- 1959: Smooth Sailing
- 1959: Party Time
- 1959: Very Saxy with Eddie „Lockjaw” Davis, Coleman Hawkins and Buddy Tate
- 1960: More Party Time
- 1960: Movin' Right Along
- 1960: Sizzlin'
- 1960: Ballads by Cobb
- 1973: Again, with Milt Buckner, Clarence Brown and Michael Silva
- 1974: Arnett Cobb and Tiny Grimes Quintet; (Live in Paris)
- 1974–76: The Wild Man from Texas
- 1978: Arnett Cobb Is Back
- 1978: Live at Sandy's!
- 1980: Tenor Abrupt, at (The Definitive Black & Blue Sessions) with Guy Lafitte
- 1981: Funky Butt
- 1982: Arnett Cobb Live (in Holland)
- 1984: Keep on Pushin'
- 1987: Show Time, with Dizzy Gillespie and Jewel Brown
- 1988: Tenor Tribute (in Germany), with Jimmy Heath and Joe Henderson
- 1988: Tenor Tribute, Volume 2 (in Germany), with Jimmy Heath and Joe Henderson

## Fordítás
Ez a szócikk részben vagy egészben  az   Arnett Cobb című angol Wikipédia-szócikk ezen változatának fordításán alapul.  Az eredeti cikk szerkesztőit annak laptörténete sorolja fel. Ez a jelzés csupán a megfogalmazás eredetét és a szerzői jogokat jelzi, nem szolgál a cikkben szereplő információk forrásmegjelöléseként.